# 楚河溪谷
楚河溪谷是一个位于吉尔吉斯斯坦天山山脉北部的溪谷。楚河溪谷从东端的繁荣谷一直延伸到西端的穆云库姆沙漠。它的面积约3.2万平方公里，南与吉尔吉斯阿拉太岭接壤，北与楚伊犁山脉接壤。

## 概况
由于充足的饮用水和灌溉水的供应，使得楚河溪谷地区成为吉尔吉斯斯坦人口最稠密的地区之一。除此之外，楚河溪谷还富含锌矿、铅矿和金矿等自然资源。楚河溪谷的夏天又长又热，而冬天较短但十分寒冷。7月是该地区一年中的最热的月份，平均温度为24.4℃，最高温度为43℃。而1月则是该地区一年中最冷的月份，平均温度为－5.0℃，最低温度为－38℃。楚河溪谷每年的降水量约为300到500毫米，随着海拔高度的增加，降水逐渐增加。其中，春季和秋季是楚河溪谷下雨最频繁的季节。

## 沿河城镇
- 比什凯克
- 卡拉巴塔
- 坎特
- 凯明
- 绍波科夫
- 托克马克
- 伊万诺夫卡